# John Kincaid
John Kincaid (* 15. Februar 1791 bei Danville, Kentucky; † 7. Februar 1873 in Gallatin, Tennessee) war ein US-amerikanischer Politiker. Zwischen 1829 und 1831 vertrat er den Bundesstaat Kentucky im US-Repräsentantenhaus.

## Werdegang
John Kincaid besuchte die öffentlichen Schulen seiner Heimat. Nach einem anschließenden Jurastudium und seiner Zulassung als Rechtsanwalt begann er in Stanford in diesem Beruf zu arbeiten. Außerdem war er als Staatsanwalt tätig. Im Jahr 1819 wurde er in das Repräsentantenhaus von Kentucky gewählt. In den 1820er Jahren schloss er sich der Bewegung um den späteren Präsidenten Andrew Jackson an und wurde Mitglied der von diesem 1828 gegründeten Demokratischen Partei.
Bei den Kongresswahlen des Jahres 1828 wurde Kincaid im siebten Wahlbezirk von Kentucky in das US-Repräsentantenhaus in Washington, D.C. gewählt, wo er am 4. März 1829 die Nachfolge von Thomas Patrick Moore antrat. Bis zum 3. März 1831 absolvierte er eine Legislaturperiode im Kongress. Seit dem Amtsantritt von Präsident Jackson im Jahr 1829 wurde innerhalb und außerhalb des Kongresses heftig über dessen Politik diskutiert. Dabei ging es um die umstrittene Durchsetzung des Indian Removal Act, den Konflikt mit dem Staat South Carolina, der in der Nullifikationskrise gipfelte, und die Bankenpolitik des Präsidenten.
Zwischen 1836 und 1837 war Kincaid erneut Abgeordneter im Repräsentantenhaus von Kentucky. In dieser Zeit war er auch als Bezirksrichter tätig. Danach praktizierte er wieder als Anwalt und begann in der Landwirtschaft zu arbeiten. Im Jahr 1870 zog er nach Gallatin in Tennessee, wo er am 7. Februar 1873 verstarb. Er wurde in Danville beigesetzt.